# Наука в ЮАР
В истории науки в Южно-Африканской Республике было несколько наиболее важных открытий и разработок. Сегодня, несмотря на старания правительства поощрять предпринимателей вкладывать в биотехнологии, информационные технологии и другие высокотехнологичные области, лишь единицы южно-африканских компаний известны за пределами страны. Всё же правительство делает акцент на развитие этой отрасли, так как понимает, что не может соперничать ни в области массового производства с дальневосточными странами, ни в области минеральных ресурсов с добывающими странами.

## Астрономия
В Южной Африке есть растущее астрономическое сообщество. Здесь находится Большой южно-африканский телескоп, самый большой оптический телескоп в южном полушарии. В настоящее время идёт строительство массивного телескопа MeerKAT, который может стать первым этапом строительства проектируемого телескопа Square Kilometre Array (досл. размером в квадратный километр). ЮАР, вместе с Австралией, является одним из кандидатов на размещение этого проекта.

## Медицина
Первая в истории операция по пересадке сердца от человека к человеку была произведена в Кейптаунском госпитале Гроте Схур (африк. Groote Schuur-hospitaal) в 1967 году хирургом Кристианом Барнардом. Операция была произведена над 54-летним мужчиной с коронарной болезнью сердца и постинфарктной аневризмой левого желудочка, донором стала 25-летняя девушка, погибшая в результате черепно-мозговой травмы. 
Макс Тейлер разработал вакцину против жёлтой лихорадки, Аллан МакЛеод Кормак был первым, кто использовал рентгеновскую компьютерную томографию, а Аарон Клюг разработал кристаллографический метод электронной микроскопии. Все эти достижения были отмечены нобелевской премией. Также в 2002 году ей был отмечен Сидней Бреннер за его работы в области молекулярной биологии.

## Ядерная программа
В 1970-х годах ЮАР начала (по некоторым данным, в сотрудничестве с Израилем) разработки ядерного оружия. В 1977 году на полигоне в пустыне Калахари были сооружены шахты для испытания взрывного устройства, что было засечено средствами наблюдения СССР и США. Многие государства выступили с заявлениями, принуждающими власти ЮАР не проводить испытания и стать первым государством, добровольно отказавшимся от разработки ядерного оружия.

## ИТ и прочие
Марк Шаттлворт основал компанию Thawte, занимающуюся интернет-безопасностью, которую позже купила компания-лидер в этой отрасли VeriSign. Он же основал компанию Canonical, занимающуюся разработкой и распространением свободной операционной системы Ubuntu, ставшей одним из самых популярных дистрибутивов ОС на основе ядра Linux.